# Naranjal (Piura)
Naranjal es una localidad peruana ubicada en el distrito de Santa Catalina de Mossa, perteneciente a la provincia de Morropón del departamento de Piura, al norte del Perú. 

## Ubicación
Naranjal se ubica al norte de la provincia de Morropón, en el distrito de Santa Catalina de Mossa, en el departamento de Piura.

## Demografía
En 2017 Naranjal tenía una población de 6 habitantes.